# Collegio elettorale di Decimomannu
Il collegio elettorale di Decimomannu è stato un collegio elettorale uninominale del Regno di Sardegna.

## Dati elettorali
Fu istituito in base alla riforma determinata dalla legge del 27 gennaio 1856. In precedenza il collegio aveva la denominazione di collegio di Cagliari IV. Con l'unità d'Italia e la susseguente riforma divenne parte del collegio di Nuraminis.

### V legislatura
Le votazioni si svolsero in 204 collegi uninominali a doppio turno con la normativa del 1848 (al primo turno un numero di voti maggiore di un terzo degli iscritti).
| Partito                            | Partito                            | Candidato                          | Primo turno 17 maggio 1857 | Primo turno 17 maggio 1857 | Ballottaggio 24 maggio 1857 | Ballottaggio 24 maggio 1857 |
| Partito                            | Partito                            | Candidato                          | Voti                       | %                          | Voti                        | %                           |
| ---------------------------------- | ---------------------------------- | ---------------------------------- | -------------------------- | -------------------------- | --------------------------- | --------------------------- |
|                                    | —                                  | Giovanni Battista Spano            | 37                         | 50,68                      | 95                          | 81,20                       |
|                                    | —                                  | Domenico Melis                     | 36                         | 49,32                      | 22                          | 18,80                       |
|                                    |                                    |                                    |                            |                            |                             |                             |
| Iscritti                           | Iscritti                           | Iscritti                           | 676                        | 100,00                     | 676                         | 100,00                      |
| ↳ Votanti (% su iscritti)          | ↳ Votanti (% su iscritti)          | ↳ Votanti (% su iscritti)          | 147                        | 21,75                      | 117                         | 17,31                       |
| ↳ Voti validi (% su votanti)       | ↳ Voti validi (% su votanti)       | ↳ Voti validi (% su votanti)       | 73                         | 49,66                      | 117                         | 100,00                      |
| ↳ Schede non valide (% su votanti) | ↳ Schede non valide (% su votanti) | ↳ Schede non valide (% su votanti) | 74                         | 50,34                      | 0                           | 0,00                        |
| ↳ Astenuti (% su iscritti)         | ↳ Astenuti (% su iscritti)         | ↳ Astenuti (% su iscritti)         | 529                        | 78,25                      | 559                         | 82,69                       |

Le elezioni suppletive sono effettuate perché l'onorevole Tola, eletto nella precedente elezione svoltasi il 25 febbraio 1855, quando il collegio aveva ancora la denominazione di Cagliari IV, si era dimesso il 21 aprile 1857.

### VI legislatura
Le votazioni si svolsero in 204 collegi uninominali a doppio turno dopo la modifica dei collegi della Sardegna nel 1856; venne applicata la normativa del 1848 (al primo turno un numero di voti maggiore di un terzo degli iscritti).
| Partito                            | Partito                            | Candidato                          | Primo turno 17 novembre 1857 | Primo turno 17 novembre 1857 | Ballottaggio 19 novembre 1857 | Ballottaggio 19 novembre 1857 |
| Partito                            | Partito                            | Candidato                          | Voti                         | %                            | Voti                          | %                             |
| ---------------------------------- | ---------------------------------- | ---------------------------------- | ---------------------------- | ---------------------------- | ----------------------------- | ----------------------------- |
|                                    | —                                  | Gavino Fara                        | 92                           | 61,33                        | 182                           | 67,41                         |
|                                    | —                                  | Carlo Sanjust di Teulada           | 58                           | 38,67                        | 88                            | 32,59                         |
|                                    |                                    |                                    |                              |                              |                               |                               |
| Iscritti                           | Iscritti                           | Iscritti                           | 905                          | 100,00                       | 905                           | 100,00                        |
| ↳ Votanti (% su iscritti)          | ↳ Votanti (% su iscritti)          | ↳ Votanti (% su iscritti)          | 192                          | 21,22                        | 277                           | 30,61                         |
| ↳ Voti validi (% su votanti)       | ↳ Voti validi (% su votanti)       | ↳ Voti validi (% su votanti)       | 150                          | 78,12                        | 270                           | 97,47                         |
| ↳ Schede non valide (% su votanti) | ↳ Schede non valide (% su votanti) | ↳ Schede non valide (% su votanti) | 42                           | 21,88                        | 7                             | 2,53                          |
| ↳ Astenuti (% su iscritti)         | ↳ Astenuti (% su iscritti)         | ↳ Astenuti (% su iscritti)         | 713                          | 78,78                        | 628                           | 69,39                         |

### VII legislatura
Le votazioni si svolsero in 387 collegi uninominali a doppio turno. Come previsto dalla legge elettorale del 20 novembre 1859, era eletto al primo turno il candidato che «riunisce in suo favore più del terzo dei voti del total numero dei membri componenti il collegio e più della metà dei suffragi dati dai votanti presenti all'adunanza» (art. 91). Se nessun candidato era eletto, al ballottaggio tra i due candidati con più voti era eletto chi otteneva il maggior numero di voti (art. 92) o, in caso di ugual numero di voti, il maggiore d'età (art. 93).
| Partito                            | Partito                            | Candidato                          | Primo turno 25 marzo 1860 | Primo turno 25 marzo 1860 | Ballottaggio 29 marzo 1860 | Ballottaggio 29 marzo 1860 |
| Partito                            | Partito                            | Candidato                          | Voti                      | %                         | Voti                       | %                          |
| ---------------------------------- | ---------------------------------- | ---------------------------------- | ------------------------- | ------------------------- | -------------------------- | -------------------------- |
|                                    | —                                  | Francesco Maria Serra              | 113                       | 61,08                     | 189                        | 54,78                      |
|                                    | —                                  | Gavino Fara                        | 72                        | 38,92                     | 156                        | 45,22                      |
|                                    |                                    |                                    |                           |                           |                            |                            |
| Iscritti                           | Iscritti                           | Iscritti                           | 851                       | 100,00                    | 851                        | 100,00                     |
| ↳ Votanti (% su iscritti)          | ↳ Votanti (% su iscritti)          | ↳ Votanti (% su iscritti)          | 390                       | 45,83                     | 346                        | 40,66                      |
| ↳ Voti validi (% su votanti)       | ↳ Voti validi (% su votanti)       | ↳ Voti validi (% su votanti)       | 185                       | 47,44                     | 345                        | 99,71                      |
| ↳ Schede non valide (% su votanti) | ↳ Schede non valide (% su votanti) | ↳ Schede non valide (% su votanti) | 205                       | 52,56                     | 1                          | 0,29                       |
| ↳ Astenuti (% su iscritti)         | ↳ Astenuti (% su iscritti)         | ↳ Astenuti (% su iscritti)         | 461                       | 54,17                     | 505                        | 59,34                      |

L'onorevole Serra optò per il collegio di Senorbi il 14 aprile 1860 e il collegio fu riconvocato
| Partito                            | Partito                            | Candidato                          | Primo turno 6 maggio 1860 | Primo turno 6 maggio 1860 | Ballottaggio 10 maggio 1860 | Ballottaggio 10 maggio 1860 |
| Partito                            | Partito                            | Candidato                          | Voti                      | %                         | Voti                        | %                           |
| ---------------------------------- | ---------------------------------- | ---------------------------------- | ------------------------- | ------------------------- | --------------------------- | --------------------------- |
|                                    | —                                  | Francesco Maria Serra              | 24                        | 75,00                     | 60                          | 95,24                       |
|                                    | —                                  | Efisio Cugia                       | 8                         | 25,00                     | 3                           | 4,76                        |
|                                    |                                    |                                    |                           |                           |                             |                             |
| Iscritti                           | Iscritti                           | Iscritti                           | 601                       | 100,00                    | 601                         | 100,00                      |
| ↳ Votanti (% su iscritti)          | ↳ Votanti (% su iscritti)          | ↳ Votanti (% su iscritti)          | 136                       | 22,63                     | 93                          | 15,47                       |
| ↳ Voti validi (% su votanti)       | ↳ Voti validi (% su votanti)       | ↳ Voti validi (% su votanti)       | 32                        | 23,53                     | 63                          | 67,74                       |
| ↳ Schede non valide (% su votanti) | ↳ Schede non valide (% su votanti) | ↳ Schede non valide (% su votanti) | 104                       | 76,47                     | 30                          | 32,26                       |
| ↳ Astenuti (% su iscritti)         | ↳ Astenuti (% su iscritti)         | ↳ Astenuti (% su iscritti)         | 465                       | 77,37                     | 508                         | 84,53                       |

L'onorevole Serra, che aveva in precedenza optato per il collegio di Senorbi, era decaduto dalla carica di deputato perché era stato nominato primo presidente di Corte d'appello a Cagliari il 15 aprile 1860. Quindi si è candidato nuovamente in questo collegio.
L'elezione fu annullata il 23 maggio 1860 perché la sezione di Monastir non aveva potuto procedere alle operazioni elettorali non essendo stata approvata in tempo utile la necessaria lista elettorale; il collegio fu riconvocato. 
| Partito                            | Partito                            | Candidato                          | Primo turno 1º luglio 1860 | Primo turno 1º luglio 1860 | Ballottaggio 2 luglio 1860 | Ballottaggio 2 luglio 1860 |
| Partito                            | Partito                            | Candidato                          | Voti                       | %                          | Voti                       | %                          |
| ---------------------------------- | ---------------------------------- | ---------------------------------- | -------------------------- | -------------------------- | -------------------------- | -------------------------- |
|                                    | —                                  | Francesco Maria Serra              | 110                        | 50,69                      | 163                        | 83,16                      |
|                                    | —                                  | Gavino Fara                        | 54                         | 24,88                      | 33                         | 16,84                      |
|                                    | —                                  | Francesco Salaris                  | 53                         | 24,42                      |                            |                            |
|                                    |                                    |                                    |                            |                            |                            |                            |
| Iscritti                           | Iscritti                           | Iscritti                           | 941                        | 100,00                     | 941                        | 100,00                     |
| ↳ Votanti (% su iscritti)          | ↳ Votanti (% su iscritti)          | ↳ Votanti (% su iscritti)          | 218                        | 23,17                      | 196                        | 20,83                      |
| ↳ Voti validi (% su votanti)       | ↳ Voti validi (% su votanti)       | ↳ Voti validi (% su votanti)       | 217                        | 99,54                      | 196                        | 100,00                     |
| ↳ Schede non valide (% su votanti) | ↳ Schede non valide (% su votanti) | ↳ Schede non valide (% su votanti) | 1                          | 0,46                       | 0                          | 0,00                       |
| ↳ Astenuti (% su iscritti)         | ↳ Astenuti (% su iscritti)         | ↳ Astenuti (% su iscritti)         | 723                        | 76,83                      | 745                        | 79,17                      |

L'elezione fu annullata il 4 ottobre 1860 poiché il numero dei deputati magistrati era completo. Il collegio non fu riconvocato. 